# Особисте селянське господарство
Особисте селянське (підсобне) господарство — форма організації аграрного виробництва, здійснюваного працею членів сім'ї на основі їх приватної власності.
Як зазначає проф. В. З. Янчук, сучасному особистому селянському господарству притаманні такі ознаки:
по-перше, це — форма виробництва, яка ґрунтується на рівноправних формах власності на землю, на приватній власності громадян, а також на їхній особистій праці та праці членів їхніх сімей, тобто має виключно трудовий характер;
по-друге, це — сукупність майна, що має вартісне вираження, ціну й належить громадянам на праві спільної сумісної власності;
по-третє, особисте селянське господарство доповнює суспільне виробництво, має щодо нього підсобний характер, є додатковим (а не основним) джерелом прибутків;
по-четверте, воно має, в основному, споживчий характер;
по-п'яте, його можна на взаємовигідних засадах використовувати для збільшення виробництва товарної маси продуктів харчування та сировини рослинного й тваринного походження.

## Значення особистого селянського господарства для України
Особисте селянське господарство є традиційною формою сільськогосподарського виробництва аграрної продукції і отримання додаткового прибутку (до заробітної плати працюючих, пенсії) на основі приватної власності жителів села.
Це 
| унікальне явище, що не має аналогів у закордонній практиці через масовість ведення [...] Однак, саме вони забезпечують трудову зайнятість селян і стали буферним фактором при зменшенні потреби сільського господарства у трудових ресурсах і нерозвиненості інфраструктури на селі та працюють часто ефективніше, ніж сільськогосподарські підприємства[5]. |
Особисте селянське господарство займає провідні позиції в приватному секторі сільського господарства України, воно залишається одним з основних виробників сільськогосподарської продукції й «основним джерелом виживання сільського населення України». В основному, це господарства сімейного типу, що виробляють, споживають та реалізують сільськогосподарську продукцію; при чому об'єкт господарювання знаходиться в особистому користуванні, де власник та робітник поєднані в одній особі.
Особисте селянське господарство нині є важливою формою індивідуального аграрного виробництва, що дозволяє додатково насичувати аграрний ринок продукцією, водночас задовольняти потреби самих громадян у цій продукції. Будучи побудованим на праці членів родини, особисте селянське господарство дозволяє додатково мати заробіток до основного доходу для членів такого господарства, а то й цілком забезпечувати потреби та інтереси громадян.
| Їхня живучість та економічна стійкість перевірені часом [...] Можливо навіть важливішим є те, що сучасні особисті селянські господарства в українському селі – це звичайний спосіб життя селян, осередок культурних традицій нашого народу, джерело життєвої сили нації, ефективний спосіб зниження соціальної напруги й розв’язання проблеми зайнятості сільських жителів[8]. |
За даними Статистичного збірника «Соціально-демографічні характеристики домогосподарств України у 2013 році» (на 1 січня 2013 р.), в Україні налічувалося близько 5 206 321 домогосподарств у сільській місцевості, що становить 30,7 % від їх загального числа. Найбільше таких господарств (у відсотковому відношенні) на Закарпатті (59,3 %), а найменше — на Донеччині (9,3 %).

### Функції особистих селянських господарств
Особистому селянському господарству як формі аграрного виробництва властиві соціальні та економічні функції.
До соціальних функцій належать:
- формування господарського бережливого ставлення до землі, природи;
- виховання любові до сільськогосподарської праці, трудове виховання та професійна орієнтація молоді;
- формування професійних якостей сучасного підприємця (ініціативність, діловитість, самостійність, навички економічного і дбайливого ведення господарства).

До економічних функцій цього господарства відносять:
- отримання за рахунок високої якості робіт більшої кількості продукції з одиниці площі або голови продуктивної худоби;
- більш оперативна реалізація малими партіями свіжої продукції, що швидко псується;
- підвищення якості земельних ділянок, уніфікація виробничих і побутових відходів, які не можуть використовуватися у великому виробництві;
- можливість повного використання в інтересах суспільства трудових ресурсів, не зайнятих у суспільному виробництві;
- заощадження затрат на виробниче будівництво за рахунок використання дрібних господарських будівель;
- вироблення продукції, яку неможливо за існуючими технологіями виготовляти в умовах великого виробництва[4].

## З історії особистих селянських господарств
Ще у другій половині ХІІ ст. було остаточно впорядковано систему взаємовідносин між феодалом і селянином. У результаті такого впорядкування за селянином закріплялися садибна осілість та польовий наділ, що може вважатись аналогом сучасного особистого селянського господарства.
Законодавством Російської імперії чітко визначалися розміри присадибного землекористування у сажнях, що за на сучасною системою мір відповідає нинішнім розмірам присадибної ділянки. Так, у Повному Зібранні законів Російської імперії містилася вказівка, за якою селянська садиба не повинна бути ширшою 14-ти і довшою 60-ти сажнів, що відповідає теперішнім 0,37 га, тобто середнім розмірам присадибної ділянки. Законом також регламентувалася площа земельної ділянки, яка відводилася під садибу з господарськими спорудами та будівлями, під сад і город.
Після Жовтневого перевороту було успадковано цей традиційний тип селянського господарства, який з передачею польового наділу в колгосп став залишком колишнього селянського землекористування.
Після націоналізації землі, на основі Декрету «Про землю», присадибна ділянка надавалася селянинові лише в користування. Чисельність поголів'я худоби та птиці також регулювалося законодавчими актами радянської влади. Юридичне закріплення розміру площі присадибної земельної ділянки (0,25 — 0,50 га) було передбачено Примірним статутом сільськогосподарської артілі, прийнятим у лютому 1935 року. Примірний статут закріпив факт існування особистих підсобних господарств.
За радянських часів поняття «селянський двір» і «колгоспний двір» протиставлялися одне одному. З другої чверті ХХ ст. в УРСР був взятий курс на перенесення аграрного виробництва в колективні господарства, які періодично укрупнювались (за рахунок індивідуальних).
В сучасній Україні робляться спроби виділити етапи розвитку особистих селянських (підсобних) господарств на основі їх законодавчого забезпечення:
1. На першому етапі розвитку особистих підсобних господарств (з 24 серпня 1991 р. по 16 грудня 1993 р.) було здійснено уніфікацію форм ведення особистих підсобних господарств шляхом вилучення із законодавства України «колгоспного двору» як форми ведення таких господарств, закріплено можливості приватизації земельних ділянок, наданих у користування громадянам для ведення особистих підсобних господарств.
2. Другий етап (з 16 грудня 1993 р. по 28 червня 1996 р.) характеризується тим, що у законодавстві України було встановлено розмір загальної площі земельної ділянки, яка може бути у приватній власності громадянина, передбачаються заходи щодо підтримки розвитку особистих підсобних господарств громадян.
3. Особливостями правового становища особистих підсобних господарств на третьому етапі (з 28 червня 1996 р. по 3 грудня 1999 р.) є те, що на конституційному рівні було здійснено закріплення права приватної власності на землю, майно, непорушність цих прав, а також встановлено нові підходи в оподаткуванні земельних ділянок для ведення особистого підсобного господарства громадян.
4. Четвертий етап (з 3 грудня 1999 р. по 25 жовтня 2001 р.) характеризується тим, що у законодавстві передбачено можливість розширювати площі земельних ділянок для ведення особистих підсобних господарств за рахунок виділення земельних часток (паїв) в натурі (на місцевості) та шляхом вільного викупу земельних ділянок, що надані громадянам у користування понад норму, яка приватизується безкоштовно[11].
5. П'ятий етап (з 25 жовтня 2001 р.), слід вважати, почався з прийняття Земельного кодексу України[⇨].

## Земля— майнова основа, територіальний базис, основний природний ресурс і основний засіб виробництва селянських господарств
Для ведення особистого селянського господарства використовують земельні ділянки розміром не більше 2,0 гектара, передані громадянам України у власність, користування або оренду. Іноземці та особи без громадянства можуть мати земельні ділянки для ведення особистого селянського господарства на умовах оренди.
Розмір земельної ділянки особистого селянського господарства може бути збільшений у разі отримання в натурі (на місцевості) земельної частки (паю) та її спадкування.
Членам особистого селянського господарства земельні частки (паї) можуть виділятися в натурі (на місцевості) єдиним масивом у спільну часткову власність та спільну сумісну власність (подружжя).

## Особисті селянські господарства з точки зору закону
Діяльність, пов'язана з веденням особистого селянського господарства, не належить до підприємницької діяльності, проте особисті селянські господарства підлягають обліку відповідними сільськими, селищними, міськими радами. В силу цього вони входять у сферу законодавчого регулювання.
На відміну від фермерського господарства вони не є юридичними особами і не можуть застосовувати працю найманих осіб за договором.
Відносини, пов'язані з веденням особистого селянського господарства, регулюються Конституцією України, Земельним кодексом України, Цивільним кодексом України, Законом «Про особисте селянське господарство», іншими нормативно-правовими актами.
Профільний Закон визначає особисте селянське господарство як господарську діяльність, яка проводиться без створення юридичної особи фізичною особою індивідуально або особами, які перебувають у сімейних чи родинних відносинах і спільно проживають, з метою задоволення особистих потреб шляхом виробництва, переробки і споживання сільськогосподарської продукції, реалізації її надлишків та надання послуг з використанням майна особистого селянського господарства, у тому числі й у сфері сільського зеленого туризму.
Члени особистих селянських господарств є особами, які забезпечують себе роботою самостійно і належать до зайнятого населення за умови, що робота в цьому господарстві для них є основною.
Члени особистих селянських господарств беруть участь у загальнообов'язковому державному соціальному страхуванні на добровільних засадах.
Державна підтримка особистих селянських господарств здійснюється за рахунок державного і місцевих бюджетів. Напрями підтримки визначені Законом.

### Нормативні джерела
- Земельний кодекс України: Верховна Рада України; Кодекс України, Кодекс, Закон від 25.10.2001 № 2768-III
- Про особисте селянське господарство: Верховна Рада України; Закон від 15.05.2003 № 742-IV
- Про затвердження Порядку обліку особистих селянських господарств сільськими, селищними та міськими радами: Держкомстат України; Наказ, Порядок від 26.10.2009 № 409

### Інші
- Груздо В. Члени особистого селянського господарства вважаються зайнятими особами чи є безробітними?
- Горпинюк І. Безоплатне набуття права власності на земельні ділянки для ведення особистого селянського господарства
- Надання довідок громадянам про членство у особистих селянських господарствах
- Щодо зняття з обліку членів особистого селянського господарства[недоступне посилання з липня 2019]
- Які документи мають подати члени особистого селянського господарства для реєстрації у державній службі зайнятості?